# Thomas P. Ochiltree

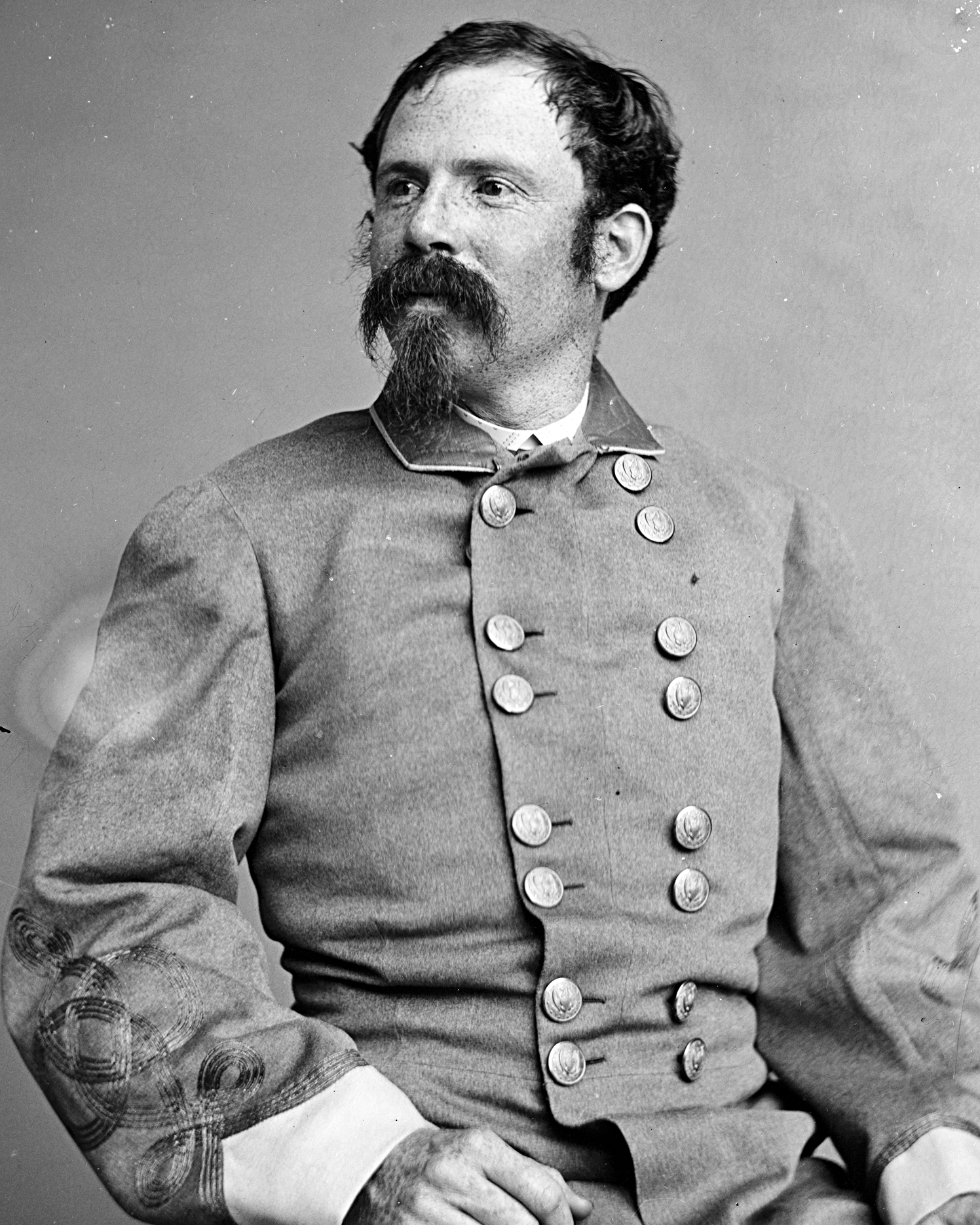
Thomas P. Ochiltree

Thomas Peck Ochiltree (* 26. Oktober 1837 in Nacogdoches, Texas; † 25. November 1902 in Hot Springs, Virginia) war ein US-amerikanischer Politiker. Zwischen 1883 und 1885 vertrat er den Bundesstaat Texas im US-Repräsentantenhaus.

## Werdegang
Thomas Ochiltree besuchte die öffentlichen Schulen seiner Heimat. In den Jahren 1854 und 1855 nahm er als Mitglied der Texas Rangers an Feldzügen gegen die Apachen und Komantschen teil. Im Jahr 1857 wurde er mit einer Sondererlaubnis als Rechtsanwalt zugelassen. Es ist aber nicht bekannt, ob er jemals als Jurist gearbeitet hat. Von 1856 bis 1859 war er Verwaltungsangestellter beim Repräsentantenhaus von Texas. Damals war er Mitglied der Demokratischen Partei. Im Jahr 1860 war er Delegierter zu beiden Democratic National Conventions, die in Charleston und Baltimore stattfanden. Damals gab er auch die Zeitung „Jeffersonian“ heraus. Während des Bürgerkrieges diente Ochiltree im Heer der Konföderation, in dem er es bis zum Major brachte. Nach dem Krieg gab er in den Jahren 1866 und 1867 die Zeitung „Houston Daily Telegraph“ heraus. Zwischen 1870 und 1873 war er Einwanderungsbeauftragter des Staates Texas in Europa. Im Jahr 1874 wurde er von Präsident Ulysses S. Grant zum US Marshal für den östlichen Teil des Staates Texas ernannt.
Bei den Kongresswahlen des Jahres 1882 wurde Ochiltree als unabhängiger Kandidat im damals neu eingerichteten siebten Wahlbezirk von Texas in das US-Repräsentantenhaus in Washington, D.C. gewählt, wo er am 4. März 1883 sein neues Mandat antrat. Bis zum 3. März 1885 konnte er eine Legislaturperiode im Kongress absolvieren. Nach dem Ende seiner Zeit im US-Repräsentantenhaus zog er sich in den Ruhestand zurück, den er in New York City verbrachte. Er starb am 8. November 1903 in Hot Springs.